# Saint-Maixent
Saint-Maixent è un comune francese di 781 abitanti situato nel dipartimento della Sarthe nella regione dei Paesi della Loira.

## Società

### Evoluzione demografica
Abitanti censiti